# Oleksandr Koubrakov
Oleksandre Koubrakov, (ukrainien : Олександр Миколайович Кубраков), né le 20 août 1982 à Perchotravensk, est un économiste et homme politique ukrainien.

## Biographie
Il est né le 20 août 1982 à Perchotravensk. Il fit des études d'économie à l'Université nationale d'économie de Kiev Vadym Hetman (en).
Il a été élu à la IXe Rada d'Ukraine sous l'étiquette serviteur du peuple.

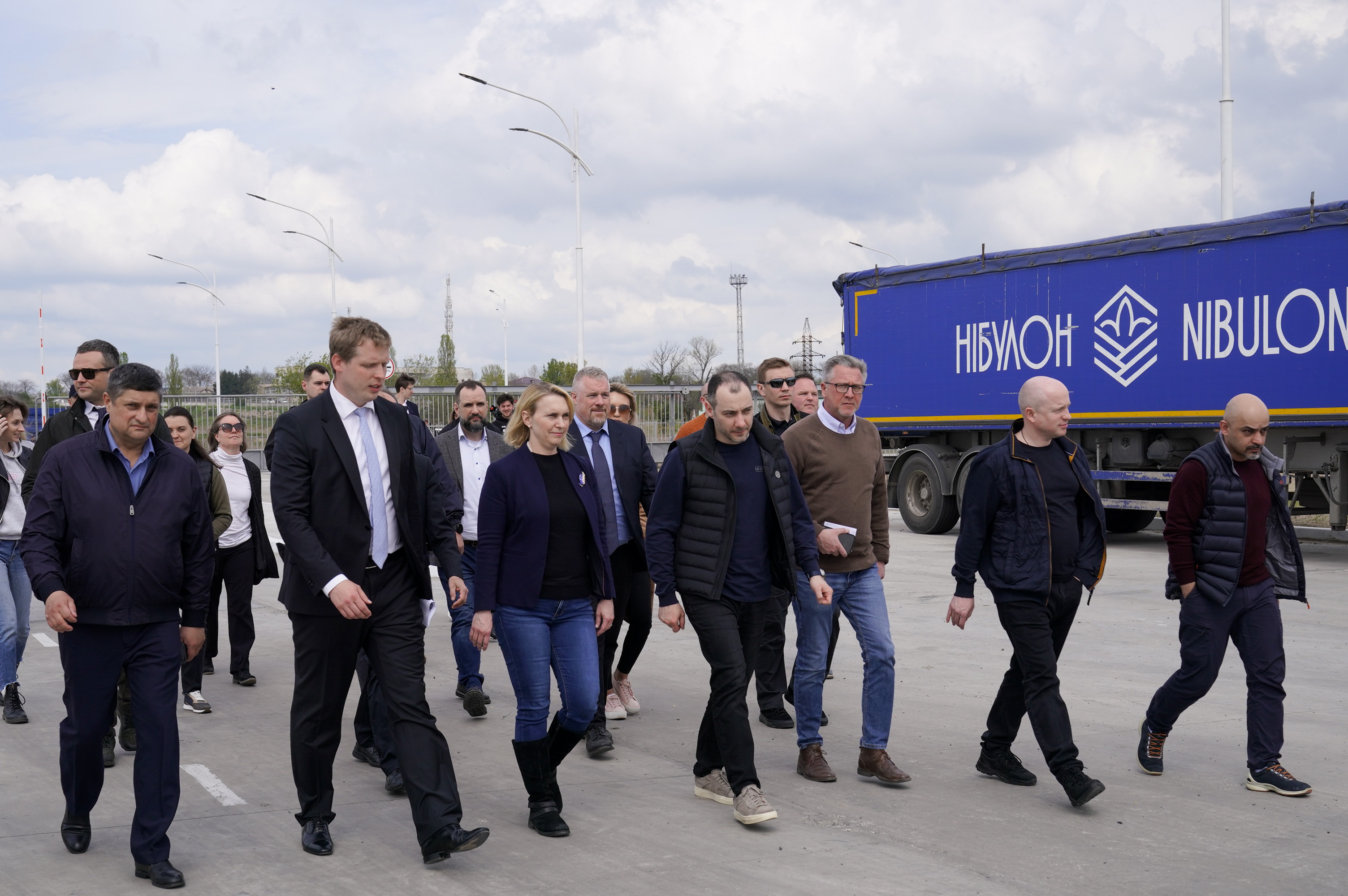
En avril 2203 dans le port de Reni avec Briget Brink ambassadrice des USA, Mustafa Nayyem et Andrii Abramtchenko.

Depuis 2021, il est ministre des Infrastructures du gouvernement Chmyhal avant d'être démis de ses fonctions le 9 mai 2024.